# Dybbøl
La ville de  Dybbøl ou de Düppel (Slaget ved Dybbøl ; Erstürmung der Düppeler Schanzen) est un village de 2 457 habitants (en 2011) du sud-ouest de la commune de Sønderborg, Danemark de la région du Danemark du Sud. Elle est connue car, le 18 avril 1864, une bataille de la guerre des Duchés y eut lieu. Elle vécut un siège commencé le 2 avril, qui vit la victoire décisive de la confédération allemande sur le Danemark.
Elle est le lieu de naissance de Jens Jensen, architecte américano-danois.

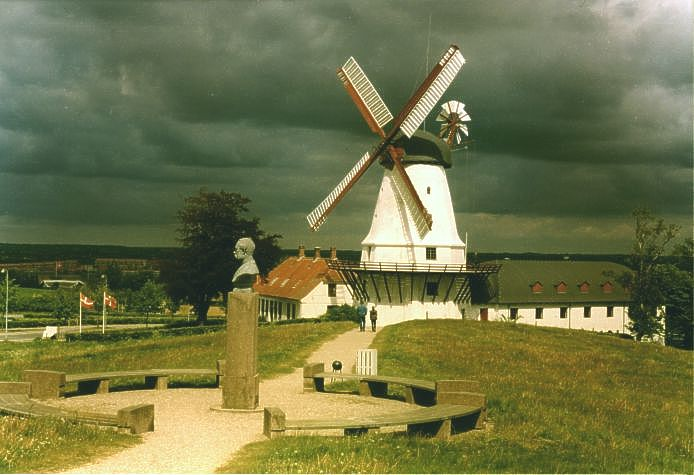
Le moulin de Dybbøl.
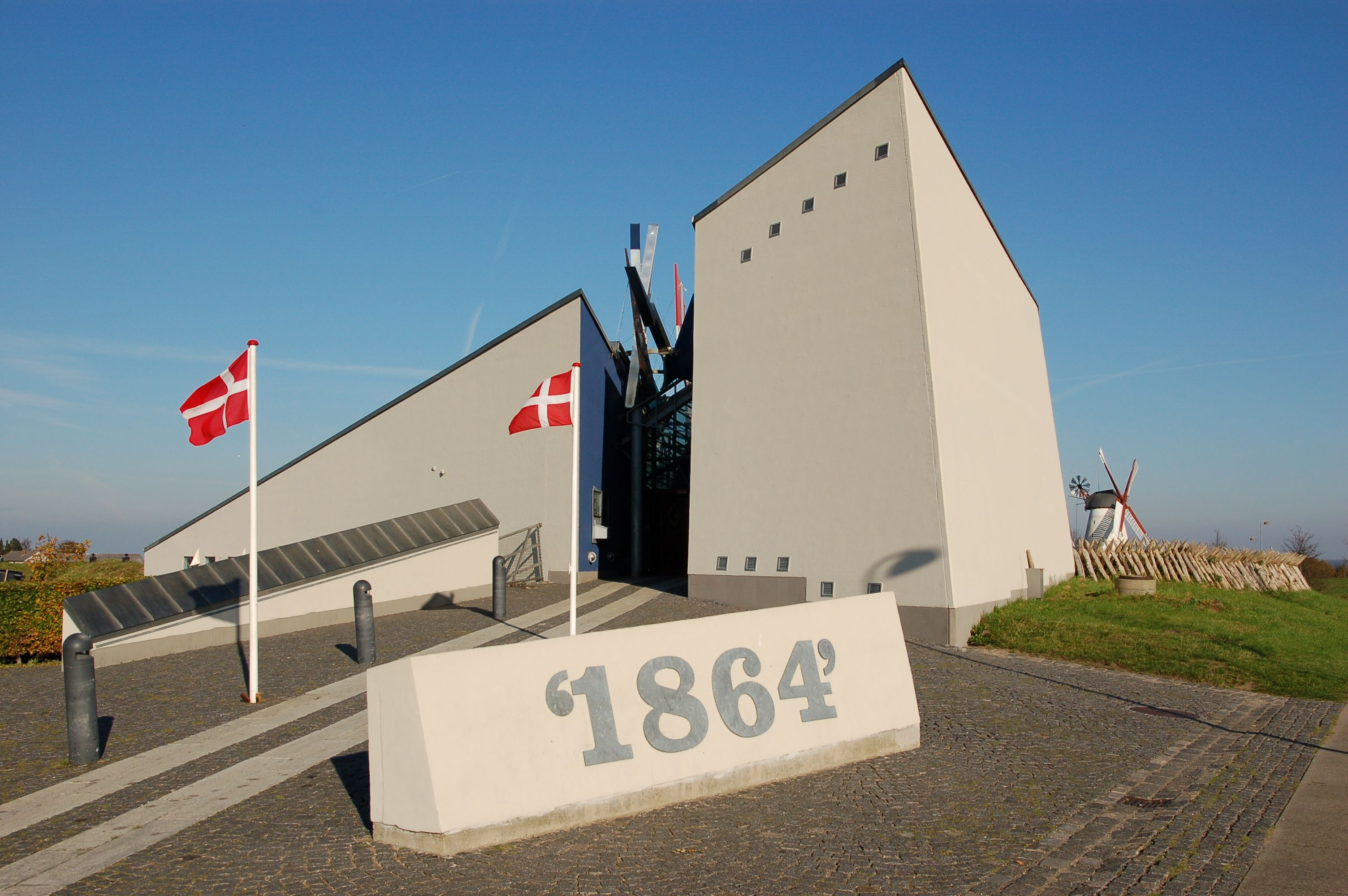
mémorial.